# Begin (singel TVXQ)
Begin – szósty singel południowokoreańskiego zespołu TVXQ, wydany w Japonii 21 czerwca 2006 roku przez Rhythm Zone. Został wydany w dwóch edycjach: limitowanej CD+DVD oraz regularnej CD. Osiągnął 15 pozycję w rankingu Oricon i pozostał na liście przez 5 tygodni, sprzedał się w nakładzie 17 283 egzemplarzy w Japonii i 9422 w Korei Południowej.
Piosenka tytułowa została wykorzystana w zakończeniu serialu Gomen, aishiteru (jap. ごめん、愛してる) emitowanego w Japonii.

## Lista utworów

### CD
| CD | CD                       | CD         | CD               | CD               | CD      |
| Nr | Tytuł utworu             | Tekst      | Kompozycja       | Aranżacja        | Długość |
| -- | ------------------------ | ---------- | ---------------- | ---------------- | ------- |
| 1. | „Begin”                  | Mai Osanai | Jin Nakamura     | Jin Nakamura     | 5:34    |
| 2. | „High time”              | jam        | Masataka Kitaura | Masataka Kitaura | 4:03    |
| 3. | „Begin” (A capella ver.) | Mai Osanai | Jin Nakamura     | Jin Nakamura     | 2:44    |
| 4. | „Begin” (Less Vocal)     |            | Jin Nakamura     | Jin Nakamura     | 5:34    |
| 5. | „High time” (Less Vocal) |            | Masataka Kitaura | Masataka Kitaura | 4:03    |

### CD+DVD
| CD | CD                       | CD         | CD               | CD               | CD      |
| Nr | Tytuł utworu             | Tekst      | Kompozycja       | Aranżacja        | Długość |
| -- | ------------------------ | ---------- | ---------------- | ---------------- | ------- |
| 1. | „Begin”                  | Mai Osanai | Jin Nakamura     | Jin Nakamura     | 5:34    |
| 2. | „High time”              | jam        | Masataka Kitaura | Masataka Kitaura | 4:03    |
| 3. | „Begin” (Less Vocal)     |            | Jin Nakamura     | Jin Nakamura     | 5:34    |
| 4. | „High time” (Less Vocal) |            | Masataka Kitaura | Masataka Kitaura | 4:03    |

| DVD | DVD                  | DVD     |
| Nr  | Tytuł utworu         | Długość |
| --- | -------------------- | ------- |
| 1.  | „Begin” (Video Clip) |         |
| 2.  | „Interview”          |         |